# Instytut im. ks. Franciszka Blachnickiego
Instytut im. ks. Franciszka Blachnickiego – katolicka instytucja kościelna zajmują się dorobkiem ks. Franciszka Blachnickiego, założyciela Ruchu Światło-Życie, oraz prowadząca działalność wydawniczą.
Instytut im. ks. Franciszka Blachnickiego jest kościelną osobą prawną, powołaną przez Instytut Niepokalanej Matki Kościoła jako jednostka o charakterze naukowo-dydaktycznym, badawczym i formacyjnym. Instytut powstał w 1998, w 2000 wydzielono z niego wydawnictwo, zaś w 2001 zaczęło funkcjonować archiwum. Siedzibą Instytutu jest Krościenko nad Dunajcem.
Cele Instytutu to zachowanie duchowej spuścizny ks. Franciszka Blachnickiego, działalność naukowo-badawcza i wychowawcza dla pogłębienia i rozwoju działalności formacyjnej, określonej przez ks. Blachnickiego, upowszechnianie wzorców osobowych i rodzinnych, służących wychowaniu człowieka otwartego na ludzi i wolnego od wszelkich uzależnień szkodliwych społecznie, prowadzenie działalności archiwalnej, redakcyjnej, wydawniczej i innej dla rozpowszechniania idei zainspirowanych przez ks. Blachnickiego. Cele są realizowane przede wszystkim przez Archiwum Główne Ruchu Światło-Życie w Lublinie oraz Wydawnictwo Światło-Życie w Krakowie. Instytut zajmował się również organizacją konferencji.
Głównymi publikacjami wydawnictwa są książki ks. Blachnickiego, literatura religijna, kalendarze oraz materiały dla Ruchu Światło-Życie. Zadaniem archiwum jest zabezpieczanie, gromadzenie, opracowywanie, trwałe przechowywanie i udostępnianie materiałów archiwalnych wytworzonych przez ks. Blachnickiego, instytucje Ruchu Światło-Życie oraz osoby ściśle z nim związane.
Od roku akademickiego 2005/2006 Instytut współpracuje z Instytutem Historii Katolickiego Uniwersytetu Lubelskiego (w archiwum Instytutu ks. Blachnickiego prowadzone są zajęcia oraz praktyki z archiwistyki).